# Řetězovka

Řetězovka pro tři různá uchycení konců

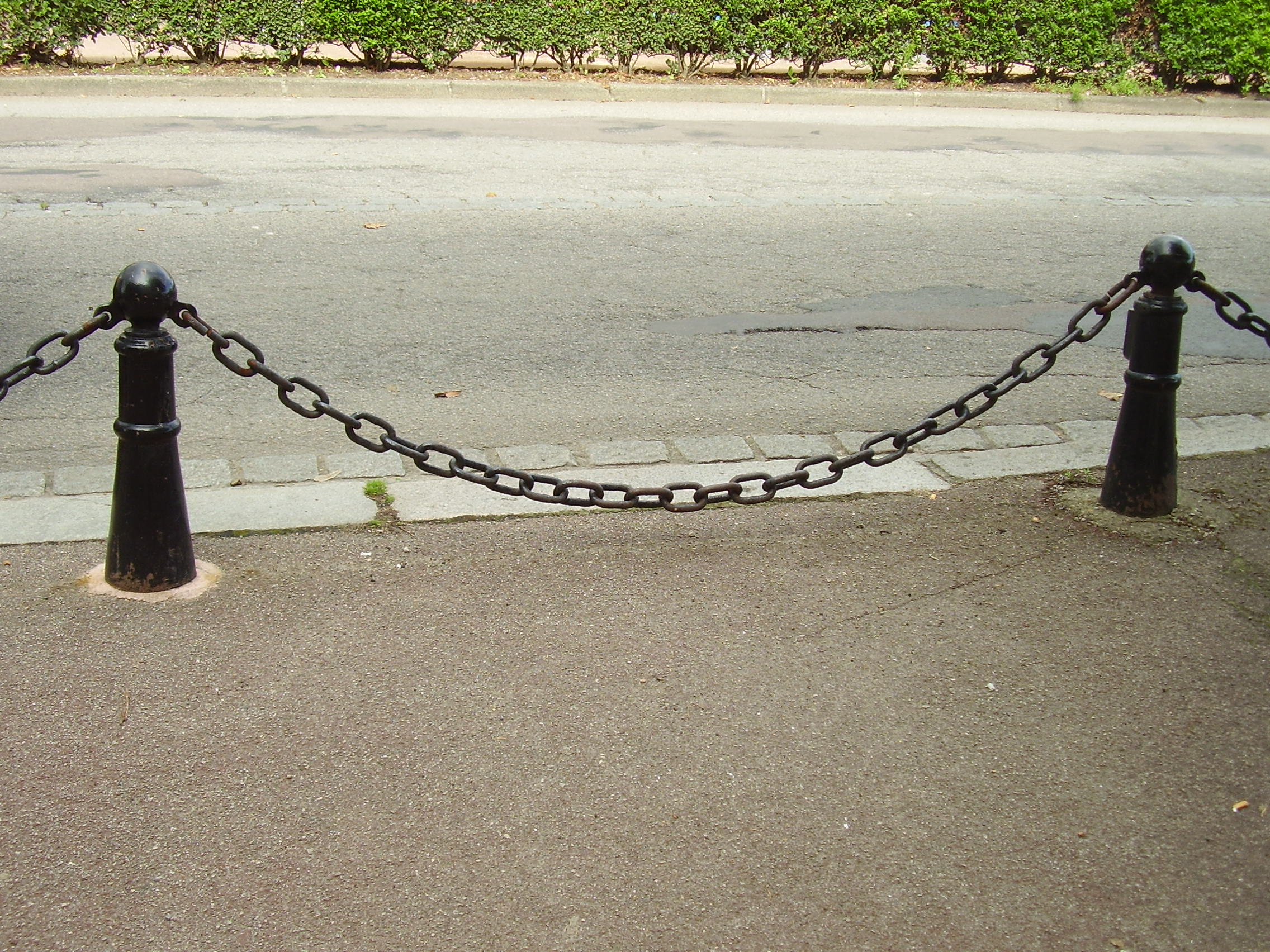
Volně visící řetěz (lano, vlákno) zaujme tvar řetězovky

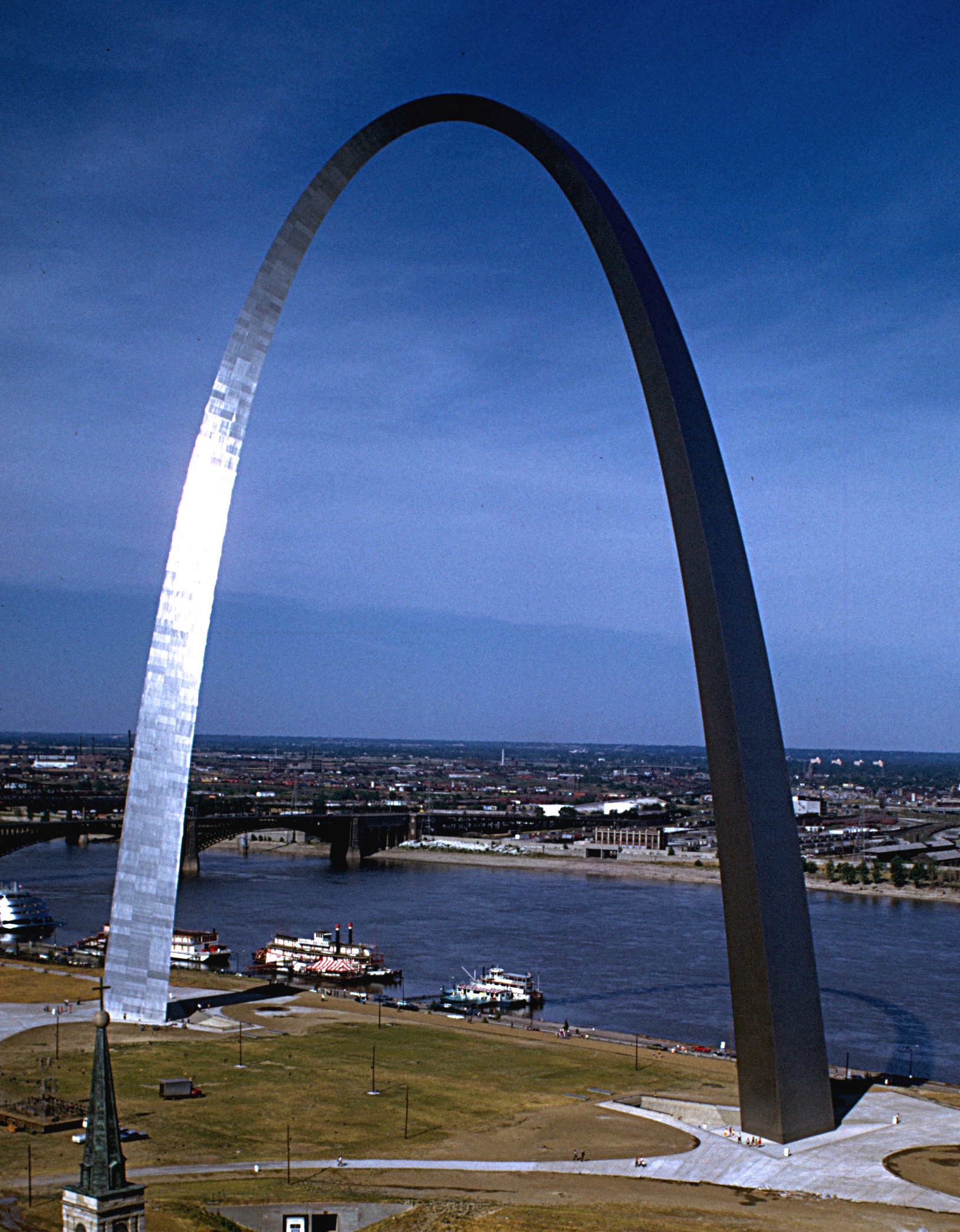
Gateway Arch (St. Louis) má tvar obrácené řetězovky

Řetězovka (lat. catenaria) je křivka, kterou přibližně vytvoří řetěz zavěšený na svých koncích.

## Rovnice
Řetězovka je transcendentní rovinná křivka popsaná funkcí hyperbolický kosinus
{\displaystyle y={\frac {a}{2}}\left(\mathrm {e} ^{\frac {x}{a}}+\mathrm {e} ^{-{\frac {x}{a}}}\right)=a\cosh {\frac {x}{a}}},
kde {\displaystyle a} je kladný parametr určující rozměry křivky, rovný např. jejímu poloměru křivosti ve vrcholu.

## Vlastnosti
Podobně jako u paraboly tvar řetězovky nezávisí na parametru {\displaystyle a}, všechny řetězovky jsou podobné.
Vrchol řetězovky leží v bodě {\displaystyle [0,a]}. V tomto vrcholu má řetězovka styk třetího řádu s parabolou {\displaystyle \textstyle y={\frac {x^{2}}{2a}}+a}.
Oblouk řetězovky od vrcholu po bod se souřadnicí {\displaystyle x} je
{\displaystyle s=a\sinh {\frac {x}{a}}}.
Poloměr křivosti určuje vztah
{\displaystyle R={\frac {y^{2}}{a}}=a\cosh ^{2}{\frac {x}{a}}}.
Evolventou řetězovky je traktrix.
Řetězovku dostaneme při řešení fyzikální úlohy hledání minimální polohové energie dokonale pevného a ohebného stejnorodého vlákna zavěšeného ve dvou bodech v homogenním gravitačním poli. Vyžaduje použití matematického aparátu variačního počtu.

## Historie
Problém řetězovky poprvé předložil Jacob Bernoulli. Pojem řetězovka pochází od Christiaana Huygense. Problém úspěšně vyřešil Jacobův bratr Johann Bernoulli roku 1691.

## Užití
Řetězovka se užívá v architektuře. Tvar této křivky mají samonosné klenby starých staveb stejně, jako části některých moderních staveb.
Další aplikací řetězovek je konstrukce a návrh vedení vysokého a velmi vysokého napětí, kdy zavěšené elektrické vodiče vytvářejí křivky dosti podobné ideálním řetězovkám. V těchto speciálních aplikacích je vždy jedním z nejdůležitějších konstrukčních parametrů předpokládaný celkový průvěs vodiče v podmínkách extrémního namáhání vlivem vysoké námrazy na vodiči (popřípadě v kombinaci s působením silného větru).